# La Voz del Noya
La Voz del Noya va ser una publicació de publicitat editada a Igualada l'any 1924.

## Descripció
Portava el subtítol Periódico bisemanal independiente de información y anuncios.
La redacció i l'administració estaven al carrer de Sant Carles, núm. 1. S'imprimia a la Impremta Moderna. Tenia quatre pàgines, amb un format de 44 x 32 cm. Les pàgines tenien tres columnes. El primer número va sortir l'1 de gener de 1924 i l'últim, el 104, el 28 de desembre del mateix any.

## Continguts
Era un periòdic amb molts anuncis publicitaris i informació local i comarcal.
A l'article de presentació deien que l'objectiu de la revista era proporcionar «una información minuciosa y nutrida, esto es, que todo lo noticiable de la localidad y de la Comarca tenga eco en nuestras páginas. Finalmente, como buenos igualadinos que somos, de nacimiento y de corazón soñamos ante todo y por encima de todo con el progreso constante de nuestra querida ciudad».
Publicava notícies curtes d'espectacles, esports i actualitat de l'Anoia, sense arribar a fer-ne articles, i, sobretot, publicitat. Més endavant, la línia del periòdic va evolucionar una mica i va començar a incloure poesies, notes històriques i algun comentari més extens d'aquells fets que consideraven més significatius.
La majoria de textos van sense signar, però hi ha alguna col·laboració de Josep Colominas, Emili Pasqual d'Amigó i Lluís Tintoré Mercader.

## Localització
- Biblioteca Central d'Igualada. Plaça de Cal Font. Igualada (col·lecció completa i relligada).